# 加乃みるく
加乃 みるく（かの -、10月10日 - ）は、日本の声優。女性。主にアダルトゲームに声をあてている。春河あかり、このえゆずこと声優ユニットd@isy tuneを結成している。

## 出演作品

### アダルトゲーム

#### 2002年
- 性裁恥療 〜恥辱に濡れる白衣〜（豊原 佳奈美）
- From M（市原 真理）

#### 2003年
- Moon Light 〜おもいでのはじまり〜（片瀬 美姫）

#### 2005年
- 夏空少女（杵築 美星）
- お姫様は特訓中!!2 〜受け継がれし性なる魔術〜（メアリ）
- 夏菓子（澤野 まゆり）

#### 2006年
- おしえて巫女先生（祝 奈緒）
- 夢見町まほ〜事変（レミー）
- ご主人様と僕（ナギ）
- 籠絡 〜淫戯に堕ちる〜（青島 郁恵）
- 隷嬢倶楽部 〜堕辱の虜囚達〜（木之下 雅美）
- 雪のち、ふるるっ! 〜ところにより、恋もよう〜（鷹羽 紗璃奈）

#### 2007年
- みみ×みみ!〜発情注意報〜（深山 奈月）
- みゅうたんにおまかせ!（みゅう）
- 風輪奸山「この身幾たび汚されようとも……」（サブキャラ）
- 女体採集〜女の股に潜む蝶〜（草枕 そよぎ）
- 俺は彼女を信じてる! 〜遠距離恋愛のススメ〜（喜多嶋 美亜）
- らぶKiss!アンカー（習志野 真乃）
- HSK 〜Hな妹とツンな幼馴染に挟まれADV〜（双海 葉月）
- ふんわりロリメイド（メイド）
- ラヴァーズ・コレクション（渡辺 莉美）[2]

#### 2008年
- 催淫術師 〜恥辱まみれの絶頂〜（若木 千湖里）
- 万有引力少女（榛名 えみり）
- W触区 -新・学園妖触譚-（並木 琴乃）
- ゆ〜パラ! 〜ただいま乳院中〜（田辺 かるて）
- 学園催眠隷奴 〜さっきまで、大嫌いだったはずなのに〜（桜沢 唯奈）[3]
- 痴漢プレイ電車の中で○○や××なこと（水瀬 ユウ）
- 魔剣少女エンヴィー 〜Blade of Latens・炎の継承者〜（アリシア）
- 姫∽神1/2（九鬼 空）

#### 2009年
- 監禁肛姦 〜悲痛!初めてがおしりの穴だなんて〜（安部 涼子）
- 正義の教室（平野 愛理）
- 姉ニモマケズ 〜お姉ちゃんズは刺激的!〜（朝倉 霞）
- 百合の館物語 〜姫君の花弁とメイドの蕾〜（松井 文緒）
- ろりぱらセカンドストライク! 〜あゆみの性態観察大作戦〜（ゆりか）
- 甘艶母〜双子ママとエッチな夏休み〜（御名方 初穂）
- 百合の花三重奏 〜私だけのアイドル〜（三嶋 有紀(雪奈)）
- 神出鬼没!異次元肉棒（牟田口 恋、富永恭子）

#### 2010年
- Cure Mate Club（桃枝 すもも）[4]
- 大好きなご主人様にHなご奉仕しちゃうメイド喫茶の淫らな雇われメイド達（信濃 恋）
- あの娘の処女は俺のもの -錬金術であの娘の子宮に精液注入♪-（イリア・シュトヴァーン・シテインベルク）
- ドラたま! 〜幼竜ライラの成長日記〜（ティナ）
- 孕まサンタの中出しメリークリスマス!!（鈴原 ゆり）
- 風紀委員長 聖薇 〜あなたなんて大嫌い、死ねばいいのに〜（蓬莱 織姫）[5]
- シコタマ学園ハレンチ女子寮 〜ボク女の子なのにシコシコされちゃう〜（早乙女 和菜）[6]
- 童貞クリニック 〜筆おろしはお任せください〜（真梨邑 マリン）[7]

#### 2011年
- いろとりどりのセカイ（如月 澪）
- サマー☆きゃんぷ（内山 瞳）[8]
- ろーるぷれいんぐがーる!!（月島 めぐる）
- ドスケベビッチな援交○学生(高学年)のセックス三昧夏休み 〜あかり&雪乃〜 （雪乃）
- 授業deえっち?〜必修科目は性きょーイクッ! 先生や同級生とあへあへぺろぺろ勉強中〜（織原 此方）[9]
- 放課後キッチン（皆見 瑞希）[10]
- 新やらせてっ!てぃーちゃー（新山 理子）
- 堕ちる人妻（夏目 沙代子）[11]
- またにてぃもんすたぁず! 〜『兎耳委員長と清く正しい肉体関係!』〜（曇天夜 マヤ）[12]
- 神採りアルケミーマイスター[13]

#### 2012年
- セーエキ!ぶっかけ牧場! 〜お汁いっぱい、精霊達をHに飼イク!〜（サラ・アグニース）[14]
- 夜勤病棟 零（弓塚 麻耶）[15]
- 創刻のアテリアル（リターナ）[16]
- いろとりどりのヒカリ（如月 澪）[17]
- らぶらぼ（比良坂 ユウリ）[18]
- 繁触学園 〜少女達を餌に繁触がはじまる〜（風花 春乃）[19]
- 追奏のオーグメント（裾野辺 美波)）[20]
- ボクのママン捜し 〜ママをたずねたら…8人の巨乳妻でした〜（倉敷 八重）[21]
- パジャマさんこんにちわ（雛村 真優）[22]

#### 2013年
- 淫習村〜淫靡な風習に堕ちる家族〜（三角 香奈）
- 豚便器〜醜悪オークに子種を注がれる女子高生〜（城山 有紗）
- 破瓜の連鎖に捕らわれた処女（新見 絵莉夏）
- 冷淫〜雨音に混じる少女の嬌声〜（七海/ひなた）

### OVA
- 学園催眠隷奴 anime：01 あんたって本当に最低の屑だわ!
- 学園催眠隷奴 anime：02 もうダメ、子宮に中出しされてイグゥ〜

### CD
- 「いぐぅ!?さっきまで死ねばいい最低の屑だったのに?」※同人
- 「いぐぅ2 〜マジ最低! こんなの聞いてアヘ顔ダブルピースなんて、本当にどうしようもない最低の屑ね!〜」※同人
- 「いぐう!特別編 〜紅白アヘ合戦!カウントダウンいぐぅ!イク年キテ年!年越し発射3秒前!3・2・1!おにぃ〜ちゅわ〜ん!〜」※同人

### ナレーション
- いつもここからの芸能株式市場

### インターネットラジオ等
- BB5学園 夜間部（卒業済）
- のらじ
- 電脳妄想開発室（第41回はゲストパーソナリティ。第54回のみ代役でメインパーソナリティ）
- HAL_とみるくのお絵かきしちゃうぞ[23]
- 木曜JUNK2 カンニング竹山 生はダメラジオ
- 弓月ひろみの仮面トークSHOW!!（アシスタント）[24]

### その他
- jamバンド（天音カナ）
- 蒼空のフロンティア「女王候補と十二星華」（パトリシア）[25]
- 声優コミュニティ
- アニソン占い
- 忙しい人のための幻想郷シリーズ（リグル・ナイトバグ）